# Polyhymnia (muze)

Polyhymnia of Polymnia (Grieks: Πολυμνία) is een van de negen muzen uit de Griekse mythologie. Haar naam betekent 'rijk aan gezangen', en ze is de muze van de mimische kunst, de retoriek en gewijde liederen. Haar attributen zijn scepter, mantel en sluier. Op afbeeldingen houdt ze vaak haar vinger in haar mond, en haar elleboog rust op een zuil. Ze werd beschouwd als de uitvinder van de lier en de landbouw.

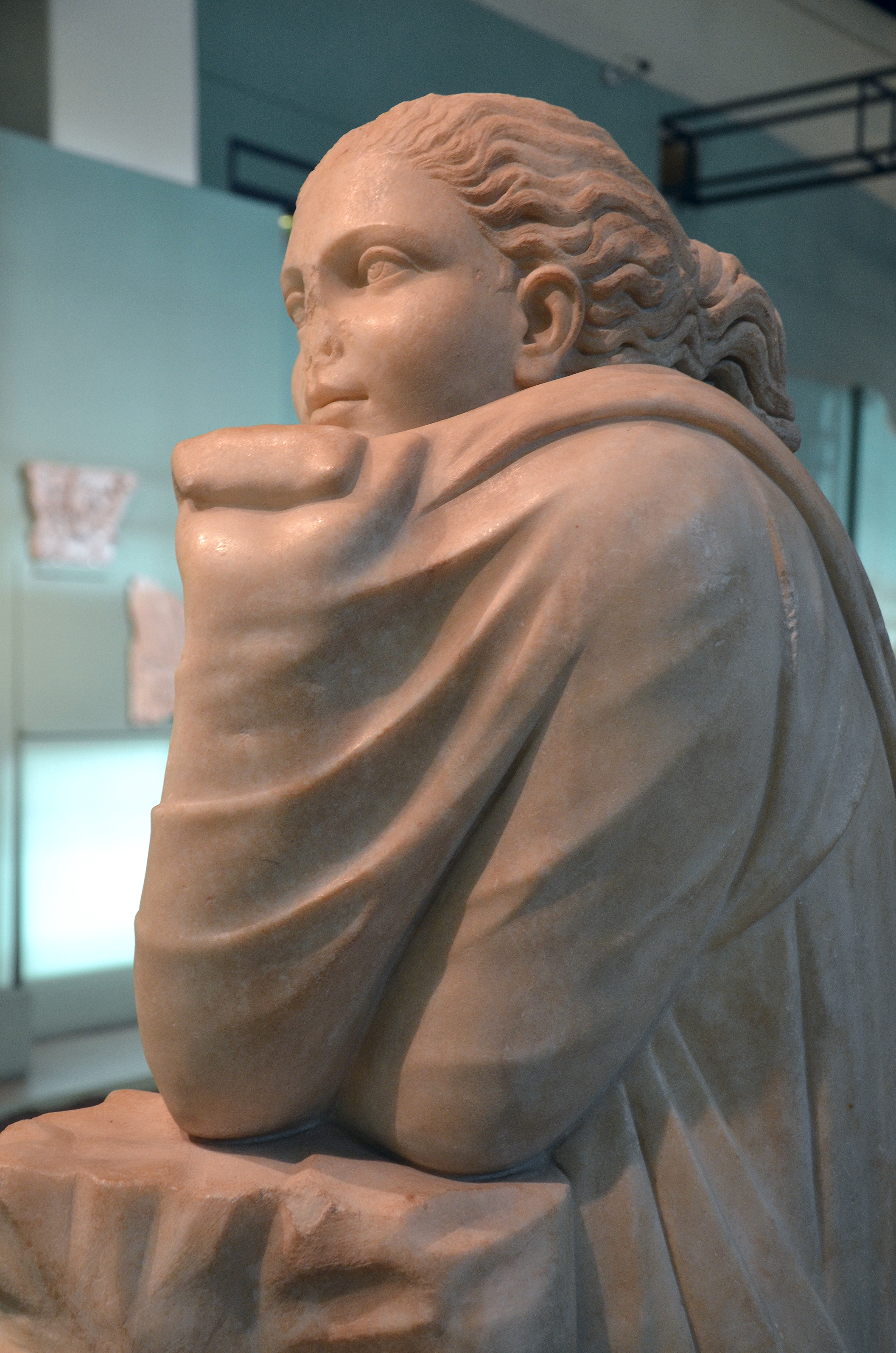
Standbeeld van Polyhymnia in Rome
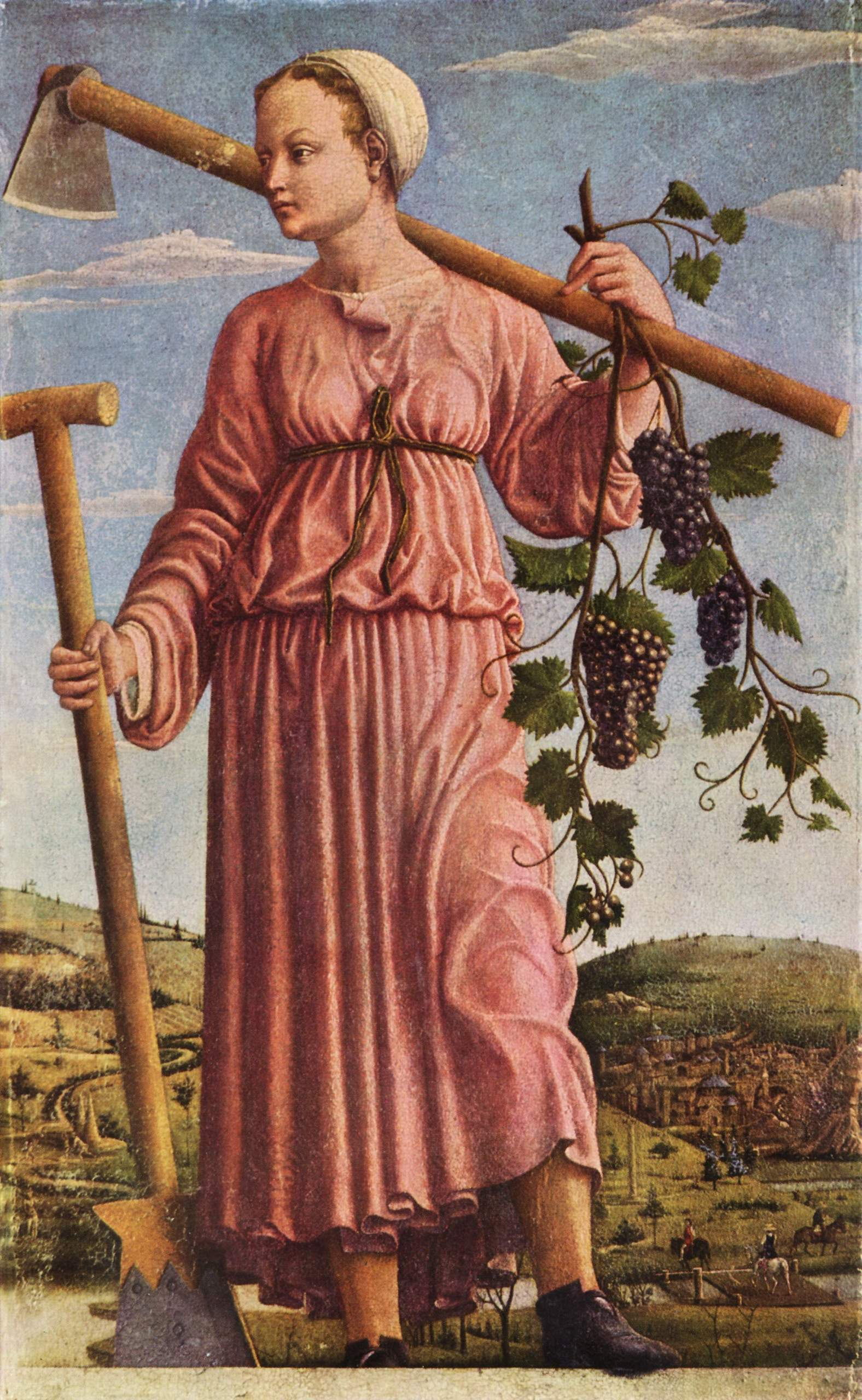
Polyhymnia

Clio · Erato · Euterpe · Kalliope · Melpomene · Polyhymnia · Terpsichore · Thaleia · Urania